# コロンビア氷原

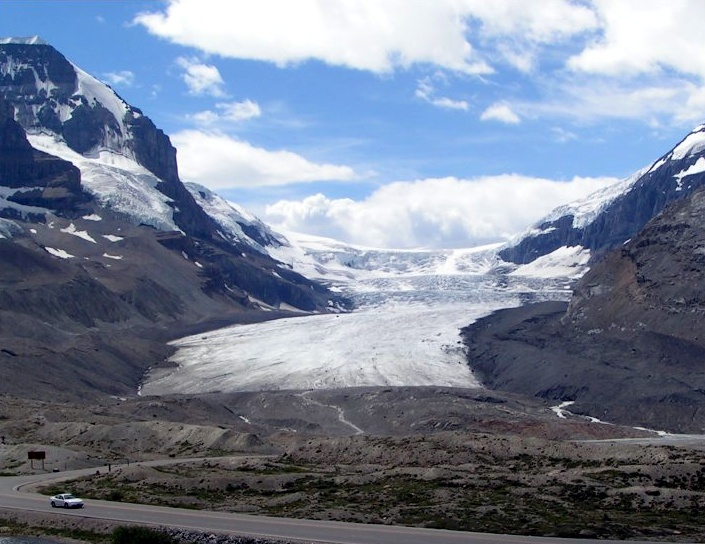
アサバスカ氷河

コロンビア氷原（コロンビアひょうげん）とは、カナディアン・ロッキーに存在する氷原である。
時として極地以外では世界最大の氷原と観光パンフレットには歌っているが、氷原としては決して大きくない。むしろカナダでも小さい部類に入る。

## 概要
コロンビア氷原は、北アメリカ大陸の大陸分水界に跨って存在している。氷原の面積はおよそ325 km²。氷の厚さは最大約350mである。1年に7m以上の雪が降る。ただし、近年は氷原から流れ出す氷河の規模が縮小する傾向にあるなど、変化の兆しが見られる。
氷原の周りはコロンビア山（3747m）などのカナディアン・ロッキーの高い山に囲まれているものの、氷原の一部はアイスフィールド高速道路から見ることができる。なお、この氷原の存在は1898年に、ジョン・ノーマン・コリー（John Norman Collie）とハーマン・ウーレイ（Hermann Woolley）とが、アサバスカ山の登頂の後に報告した。
なお、この氷原は一部がバンフ国立公園の北西端とジャスパー国立公園の南部に当たっている。

## 氷原から流れ出す氷河
この氷原から流れ出す主な氷河は以下のものがある。
- アサバスカ氷河（Athabasca Glacier）
- キャッスルガード氷河（Castleguard Glacier）
- コロンビア氷河（Columbia Glacier[注釈 2]）
- ドーム氷河（Dome Glacier）
- スタッドフィールド氷河（Stutfield Glacier）
- サスカチュワン氷河（Saskatchewan Glacier）

そして、コロンビア川、ノースサスカチュワン川、アサバスカ川がここから流れ出している。